# لاسلو کراسناهورکایی
لاسلو کراسناهورکایی (به مجاری: Krasznahorkai László) رمان‌نویس و فیلم‌نامه‌نویس اهل مجارستان است. این نویسنده که به نوشتن آثاری طویل و پیچیده شهرت دارد، بیشتر با فرانتس کافکا و ساموئل بکت مقایسه شده‌است. او برنده جایزه جهانی من بوکر در سال ۲۰۱۵ است.

وی پس از انتشار رمان تانگوی شیطان در سال ۱۹۸۵ به شهرتی جهانی رسید. این رمان در سال ۲۰۱۲ به انگلیسی ترجمه و منتشر شد. بلا تار، فیلمساز مجار، در سال ۱۹۹۴ فیلمی هفت ساعته با همکاری کراسناهورکایی با اقتباس از این رمان ساخت.